# Oury (Burkina Faso)
Pour les articles homonymes, voir Oury.
Pour le département et la commune rurale, voir Oury (département).
Oury est un village et le chef-lieu du département et la commune rurale d'Oury, situé dans la province des Balé et la région de la Boucle du Mouhoun au Burkina Faso.

## Éducation et santé
La commune accueille un centre de santé et de promotion sociale (CSPS).